# Dracula psyche
Dracula psyche là một loài thực vật có hoa trong họ Lan. Loài này được (Luer & Andreetta) Luer mô tả khoa học đầu tiên năm 1978.